# PGC 31526
LEDA/PGC 31526 ist eine Spiralgalaxie vom Hubble-Typ Sc im Sternbild Löwe nördlich der Ekliptik. Sie ist schätzungsweise 440 Millionen Lichtjahre von der Milchstraße entfernt und hat einen Durchmesser von etwa 145.000 Lichtjahren. Vom Sonnensystem aus entfernt sich das Objekt mit einer errechneten Radialgeschwindigkeit von näherungsweise 10.000 Kilometern pro Sekunde.
Gemeinsam mit NGC 3299 und NGC 3306 bildet sie das optische Galaxientrio KTG 30. Mit PGC 1413069, PGC 1420204 und PGC 4534523 bildet sie eine gravitativ gebundene Galaxiengruppe.

## Galaktisches Umfeld
| Nr. | Galaxie          | Alternativname          | Rek           | Dek           | Distanz/asec |
| --- | ---------------- | ----------------------- | ------------- | ------------- | ------------ |
| →   | LEDA/PGC 31526   | NSA 74528               | 10h37m05.405s | +12d46m14.00s | 0            |
| 1   | LEDA/PGC 1417235 | 2MASX J10364788+1250305 | 10h36m47.896s | +12d50m30.04s | 362.14       |
| 2   | NGC 3306         | LEDA/PGC 31528          | 10h37m10.22s  | +12d39m08.9s  | 430.60       |
| 3   | LEDA/PGC 1413069 | NSA 74543               | 10h36m45.226s | +12d37m35.04s | 597.41       |
| 4   | LEDA/PGC 1412536 | NSA 74526               | 10h37m05.517s | +12d36m02.13s | 612.20       |
| 5   | NGC 3299         | LEDA/PGC 31442          | 10h36m23.800s | +12d42m26.60s | 649.15       |
| 6   | LEDA/PGC 1418295 | 2MASX J10374055+1253339 | 10h37m40.538s | +12d53m33.56s | 675.05       |
| 7   | LEDA/PGC 1419174 | NSA 74533               | 10h37m29.428s | +12d56m01.70s | 684.38       |
| 8   | LEDA/PGC 1414027 | NSA 74520               | 10h38m07.400s | +12d40m30.06s | 969.91       |
| 9   | LEDA/PGC 1420204 | NSA 74548               | 10h36m23.105s | +12d58m48.86s | 975.94       |
| 10  | LEDA/PGC 1412160 | 2MASX J10375352+1234520 | 10h37m53.547s | +12d34m52.05s | 980.59       |
| 11  | LEDA/PGC 1421535 | 2MASX J10371993+1302307 | 10h37m19.956s | +13d02m30.51s | 998.48       |